# Rudi Schneider

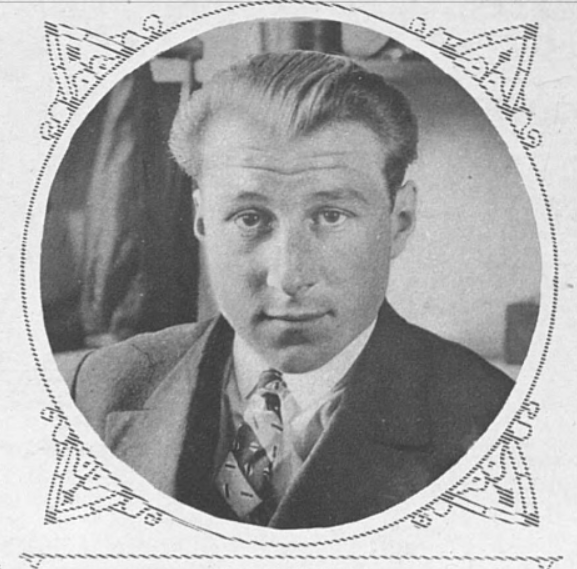
Rudi Schneider, 1929

Rudolf „Rudi“ Albert Schneider (* 27. Juli 1908 in Braunau am Inn; † 28. April 1957 in Weyer) wurde so wie sein Bruder Willi (1903–1971) durch seine angeblichen übersinnlichen, medialen Fähigkeiten bekannt.
Der Vater der Schneider-Brüder, Josef Schneider, war Schriftsetzer und Maschinenmeister in einer Buchdruckerei. Vieren seiner sechs Söhne, Willi, Rudi, Hans und Karl, wurde nachgesagt, übersinnliche, insbesondere telekinetische Kräfte zu haben, den letzteren zwei jedoch nur im geringen Maße. Rudis Geschichte wird meist als die interessanteste von all seinen Brüdern angesehen.

## Leben
Rudi Schneider wurde am 27. Juli 1908 als Sohn von Josef Schneider (* 29. Juni 1871) und dessen Ehefrau Elisabeth (geborene Krempl; * 14. Februar 1869) in Braunau am Inn geboren und am 2. August 1908 auf den Namen Rudolf Albert getauft. Seine Eltern hatten am 7. Februar 1898 in Braunau geheiratet.
Von Beruf war er Motor-Mechaniker.
Die spiritistische Erziehung erlangte er durch Albert von Schrenck-Notzing in München. Rudis mediale Fähigkeiten wurden das erste Mal im Alter von 11 Jahren ausgemacht. Die erste spiritistische Sitzung (Séance) hielt er 1919 in Braunau ab. Berichte über ihn und seine Fähigkeiten erschienen. Thomas Mann erwähnt den Bruder Willi Schneider in seinem 1923 erschienenen Essay Okkulte Erlebnisse, literarisch verarbeitet unter dem Titel Fragwürdigstes im Siebenten Kapitel von Der Zauberberg (1924).
1927 besuchte u. a. Dr. Walter Prince eine Serie von Séancen in Braunau und Stuttgart. Seine Aufzeichnungen darüber wurden 1928 unter dem Titel Experiments with Physical Mediums in Europe veröffentlicht. Darin erklärte er, die beobachteten Phänomene könnten leicht erklärt werden. Dies dämpfte Rudis Ansehen.
In den Jahren 1929 und 1930 machte Harry Price mit Rudi Schneider zwei Serien von Versuchen an den Laboratorien für Para-Forschung in London. Sie werden von Harry Price in seinem Buch Rudi Schneider geschildert. Seine Untersuchungsmethoden wurden jedoch später u. a. von Dr. Eugene Osty (1874–1938) angezweifelt.
1930 und 1932 gab Rudi Schneider zahlreiche weitere Séancen. 
Eine Zusammenfassung und abschließende Bewertung findet sich im Kapitel V, The Schneider Boys - Sheet-Anchor of Psychical Research in Fifty Years of Psychical Research (1939) von Harry Price. Aufschlussreich ist auch die Schilderung aus erster Hand von Gerda Walther in ihrer Autobiographie Zum anderen Ufer (1960). Sie war von 1927 bis zu seinem Tod 1929 wissenschaftliche Sekretärin von Schrenck-Notzing und hat die Dokumentation Die Phänomene des Mediums Rudi Schneider (1933, 2015) erarbeitet.

## Berichte
- Anita Gregory: The Strange Case of Rudi Schneider. Scarecrow Press, Metuchen, NJ 1985, ISBN 9780810817111.
- Harry Price: Rudi Schneider: A Scientific Examination of his Mediumship. Methuen & Co. Ltd., 1930.
- Albert von Schrenck-Notzing: Experimente der Fernbewegung (Telekinese) im psychologischen Institut der Münchener Universität. Union, Stuttgart 1924
- Albert von Schrenck-Notzing: Die Phänomene des Mediums Rudi Schneider. Aus dem Nachlass hrsg. von Gabriele von Schrenck-Notzing, bearbeitet  von Gerda Walther. Mit einer Einleitung von Eugen Bleuler. De Gruyter, Leipzig 1933. Reprint 2015.
- Harry Price: Fifty Years of Psychical Research. Longmans, Green and Co., London, New York, Toronto, 1939. Reprinted by Kessinger Publishing, United States, o. J.
- Gerda Walther: Zum anderen Ufer - Vom Marxismus und Atheismus zum Christentum. Otto Reichel Verlag, Remagen, 1960.